# Белградская область

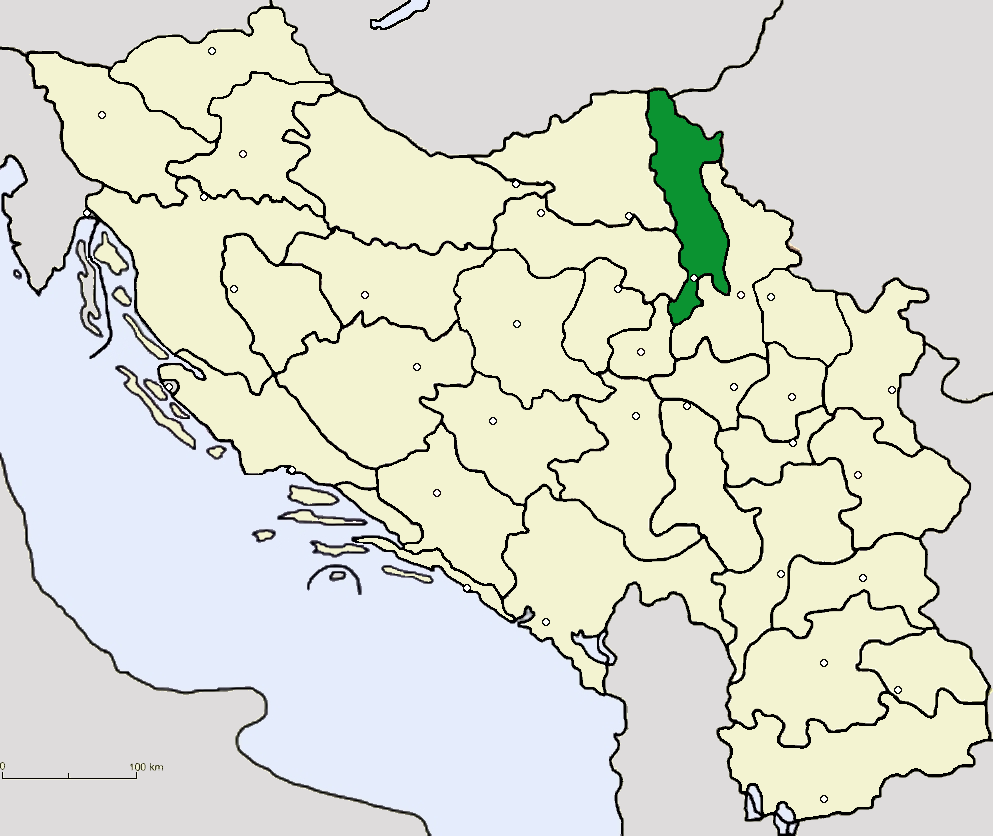
Белградская область

Белградская область (серб. Београдская област) — административная единица Королевства Сербов, Хорватов и Словенцев, центром которой была столица Королевства Белград. Она была создана в 1922 году в соответствии с реформой территориального устройства. Страна была разделена на 33 области. В Белградскую область вошли окрестности столицы, запад Баната и восток Бачки. После корректировки границ с Румынией, ей был передан город Жомболь. В 1929 году была введена новая система административно-территориального деления, Королевство разделялось на бановины. В соответствии с ней Белградская область была разделена между Дунайской бановиной и администрацией города Белграда.